# گروس رهایده
گروس رهایده (به آلمانی: Groß Rheide) یک شهر در آلمان است که در اشلسویگ-فلنسبورگ واقع شده‌است. گروس رهایده  ۱٬۰۳۰ نفر جمعیت دارد.